# Debeslavți, Colomeea
Debeslavți (în ucraineană Дебеславці) este localitatea de reședință a comunei Debeslavți din raionul Colomeea, regiunea Ivano-Frankivsk, Ucraina.

## Demografie
Componența lingvistică a localității Debeslavți
     Ucraineană (99,65%)
     Alte limbi (0,36%)
Conform recensământului din 2001, majoritatea populației localității Debeslavți era vorbitoare de ucraineană (99,65%), existând în minoritate și vorbitori de alte limbi.